# 泉大津大型専用パーキングエリア
泉大津大型専用パーキングエリア（いずみおおつおおがたせんようパーキングエリア）は、大阪府泉大津市にある阪神高速道路4号湾岸線のパーキングエリアである。南行きのみに設置されている。
2022年（令和4年）4月27日、泉大津本線料金所跡地に供用開始。

## 建築
- 高架道路上に建つ木造平屋建ての施設。設計は堀田設計・Uo.A設計共同体。
- グッドデザイン賞受賞。

## 道路
- 阪神高速4号湾岸線

## 施設
- 駐車場
  - 大型車 13台（トレーラー利用不可）
  - 身障者用（小型車（普通車）） 1台
- トイレ
  - 男性
    - 小4基
    - 大2室 (洋式2)

  - 女性 4室 (洋式4)
  - 多機能トイレ 2室
- 無料休憩所
- ベビーベッド
- 自動販売機・自販機コンビニ（ファミリーマート）
- ETC利用履歴発行プリンター
- 道路交通情報ターミナル

## 歴史
- 2022年（令和4年）4月27日 : 供用開始[1]。

## 隣
阪神高速4号湾岸線
(4-14)泉大津出入口/PA - 泉大津TB（廃止）/泉大津大型専用PA（南行のみ） - (4-15,4-16)岸和田北出入口